# Кириченко, Василий Николаевич
Василий Николаевич Кириченко (род. 20 марта 1948, Вольный Посад, Кировоградская область) — советский футболист, вратарь.

## Карьера
Воспитанник александрийского футбола: «Трудовые Резервы» и «Шахтёр». На профессиональном уровне дебютировал в 1965 году в составе кировоградской «Звезды». В 1966 году перешел в киевское «Динамо». Выступал преимущественно за дублирующий состав. В первой команде был вторым вратарем, после Евгения Рудакова. Дебютировал в составе киевского клуба 23 ноября 1967 в домашнем поединке 34 тура группы 1 класса А против ереванского «Арарата». Кириченко вышел на поле в стартовом составе, а на 87-й минуте его заменил Рудаков. В составе «Динамо» в чемпионате СССР сыграл 4 матча и 3 поединка (2 пропущенных мяча) провел в Кубке СССР.
В 1971 году перешел в запорожский «Металлург». Дебютировал 10 марта 1971 в домашнем поединке 1/32 финала Кубка СССР против ашхабадского «Копетдага». Кириченко вышел в стартовом составе и отыграл весь матч. В первой союзной лиге за «Металлург» дебютировал 1 августа 1971 в выездном поединке 24 тура против фрунзенской «Алги». Кириченко сыграл все 90 минут встречи. Всего в составе запорожского клуба сыграл 4 матча в чемпионате СССР и два — в кубке.
В следующем сезоне оказался в минском «Динамо». Дебютировал в составе минского клуба 28 февраля 1972 в домашнем поединке 1/16 финала Кубка СССР против карагандинского «Шахтёра». Василий вышел на поле в стартовом составе и отыграл весь матч. В высшем советском чемпионате за белорусский клуб дебютировал 4 июня 1972 домашней игре 10 тура против ленинградского «Зенита». Кириченко сыграл все 90 минут встречи. Всего в футболке минского клуба сыграл 18 матчей (16 пропущенных мячей) в Высшей лиге и 1 поединок (1 пропущенный мяч) в кубке СССР. В 1973 году выступал за «Фрунзенец» из Сумы.
Последним клубом в профессиональном футболе стал ивано-франковский «Спартак». 6 марта 1974 года дебютировал в выездном поединке 1/32 финала Кубка СССР против краснодарской «Кубани». Кириченко вышел в стартовом составе и отыграл весь матч. В первой лиге дебютировал за «спартаковцев» 11 апреля 1974 в домашней игре 1 тура против запорожского «Металлурга». Кириченко сыграл все 90 минут встречи. Всего в первой союзной лиге он сыграл 53 матча, и 5 поединков (6 пропущенных мячей) провел в кубке СССР. На любительском уровне выступал за киевский «Восток».

## Достижения

### Клубные
- Чемпион Высшей лиги СССР: 1967

### Индивидуальные
- Мастер спорта СССР (1970)